# Olivier Beaudry
Pour les articles homonymes, voir Beaudry.
Olivier Beaudry, né le 17 novembre 1977 à Épinay-sur-Seine, est un karatéka français surtout connu pour avoir remporté l'épreuve kumite individuel masculin moins de 75 kilos aux championnats d'Europe de karaté 2004 et 2006. Responsable du Pôle France Karaté de 2004 à 2021 et Entraineur National de karaté, il est notamment l'entraîneur du premier Champion Olympique de karaté aux  Jeux de Tokyo 2021 Steven Da Costa et des champions du monde William Rolle ,Kenji Grillon et Lucie Ignace.

## Résultats
| Résultat           | Date         | Épreuve                   | Catégorie | Compétition                | Ville hôte            |
| ------------------ | ------------ | ------------------------- | --------- | -------------------------- | --------------------- |
| Médaille d'or      | Mai 1999     | Kumite par équipe         | Seniors   | Championnats d'Europe 1999 | Chalcis, en Grèce     |
| Médaille d'or      | Mai 2000     | Kumite par équipe         | Seniors   | Championnats d'Europe 2000 | Chalcis, en Grèce     |
| Médaille d'or      | Octobre 2000 | Kumite par équipe         | Seniors   | Championnats du monde 2000 | Munich, en Allemagne  |
| Médaille d'or      | Mai 2001     | Kumite par équipe         | Seniors   | Championnats d'Europe 2001 | Sofia, en Bulgarie    |
| Médaille de bronze | Mai 2001     | Kumite individuel - 75 kg | Seniors   | Championnats d'Europe 2001 | Sofia, en Bulgarie    |
| Médaille d'argent  | Mai 2003     | Kumite individuel open    | Seniors   | Championnats d'Europe 2003 | Brême, en Allemagne   |
| Médaille d'or      | Mai 2004     | Kumite individuel - 75 kg | Seniors   | Championnats d'Europe 2004 | Moscou, en Russie     |
| Médaille d'or      | Mai 2006     | Kumite individuel - 75 kg | Seniors   | Championnats d'Europe 2006 | Stavanger, en Norvège |